# Jason Shackell
Jason Shackell (Stevenage, Inglaterra, 27 de agosto de 1983) es un futbolista inglés que juega en la posición de defensa y se encuentra sin equipo tras finalizar su contrato con el Lincoln City F. C. de Inglaterra.
Anteriormente jugó en el Burnley F. C., donde fue capitán y en 2014 ascendió al club a la Premier League, aunque descendió la misma temporada. 

## Clubes
| Club                            | País       | Año       |
| ------------------------------- | ---------- | --------- |
| Norwich City F. C.              | Inglaterra | 2003-2008 |
| Wolverhampton Wanderers F. C.   | Inglaterra | 2008-2010 |
| Norwich City F. C. (cedido)     | Inglaterra | 2009      |
| Doncaster Rovers F. C. (cedido) | Inglaterra | 2009-2010 |
| Barnsley F. C.                  | Inglaterra | 2010-2011 |
| Derby County F. C.              | Inglaterra | 2011-2012 |
| Burnley F. C.                   | Inglaterra | 2012-2015 |
| Derby County F. C.              | Inglaterra | 2015-2018 |
| Millwall F. C. (cedido)         | Inglaterra | 2018      |
| Lincoln City F. C.              | Inglaterra | 2018-2020 |